# گوک‌خان کردار
گوکهان کردار (به ترکی استانبولی: Gökhan Kırdar) (۲ ژوئن ۱۹۷۰ -) موسیقی‌دان و آهنگساز فیلم اهل ترکیه است.

## زندگی
وی در آیدین به دنیا آمد و سپس در سال ۱۹۸۸ با قبولی در رشته معماری در دانشگاه ییلدیز ترکیه، در استانبول ساکن شد.

## آلبوم‌ها
- Serseri Mayın - ۱۹۹۴
- Tutunamadım - ۱۹۹۵
- Trip - ۱۹۹۷
- Ethnotronix - ۲۰۰۲
- Keyf/Pleasure - ۲۰۰۴
- Kurtlar Vadisi - ۲۰۰۴
- Kurtlar Vadisi Vol.2 - ۲۰۰۴
- Yağmur - ۲۰۰۵
- Üstüme Basıp Geçme - ۲۰۰۵
- Tüür Yağmur Duası - ۲۰۰۵
- Yerine Sevemem Best Of Jenerik Vol.1 - ۲۰۰۵